# Valkkoog

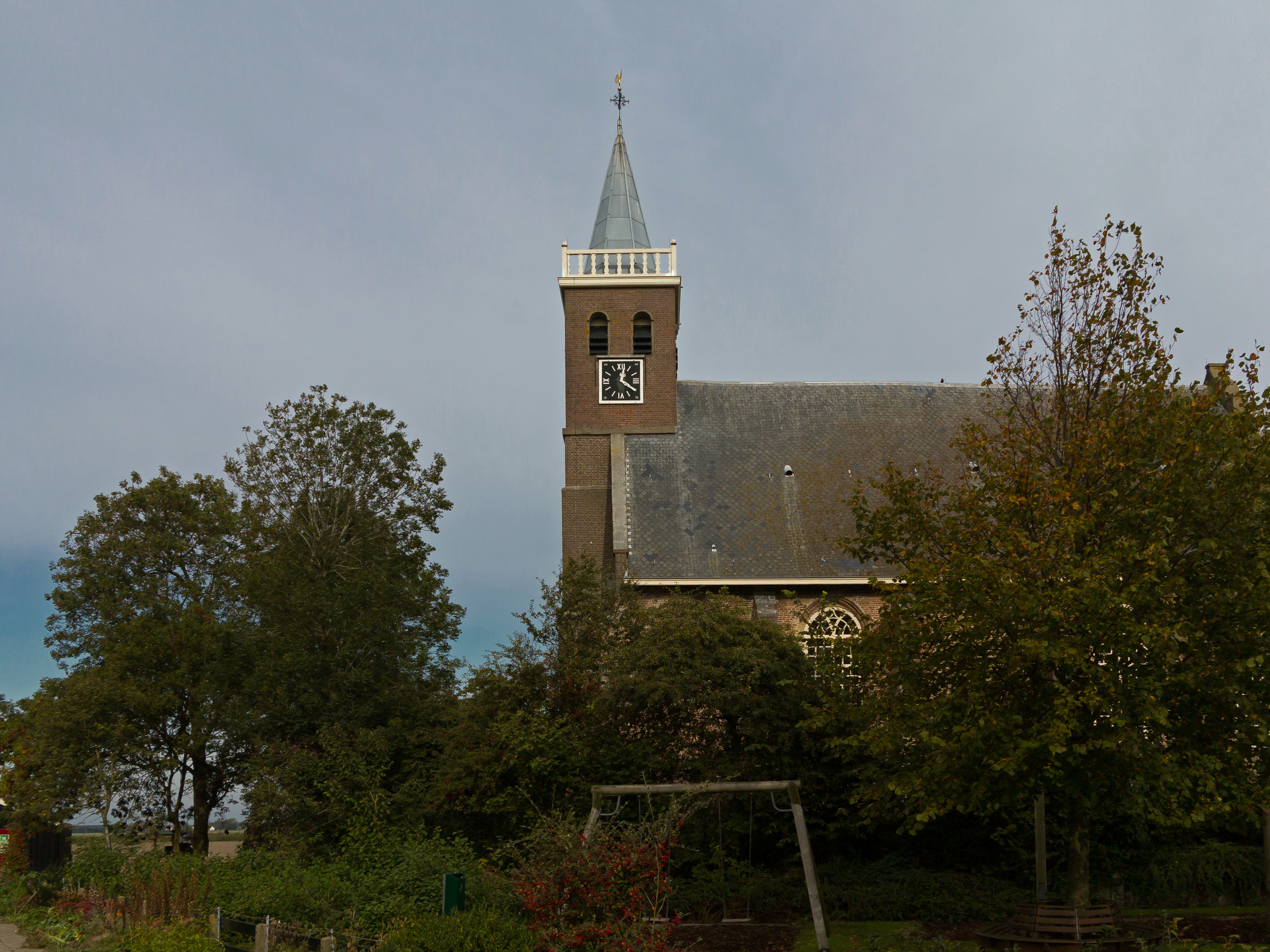
Valkkoog, l'église protestante

Valkkoog est un village situé dans la commune néerlandaise de Schagen, dans la province de la Hollande-Septentrionale. Le 1er janvier 2005, le village comptait 162 habitants.